# Сухиндол (нос)
Носът Сухиндол (на английски: Suhindol Point) е морски нос на югоизточния бряг на остров Смит, вдаващ се 450 м в протока Осмар. Разположен 3.54 км на изток-североизток от нос Джеймс и 4.3 км югозападно от нос Дупница.
Координатите му са: 63°05′12″ ю. ш. 62°39′02″ з. д. / 63.086667° ю. ш. 62.650556° з. д..
Наименуван е на град Сухиндол в Северна България. Името е официално дадено на 4 септември 2008 г.
Българско картографиране от 2009 г.

## Карти
- Л. Иванов. Антарктика: Остров Ливингстън и острови Гринуич, Робърт, Сноу и Смит. Топографска карта в мащаб 1:120000. Троян: Фондация Манфред Вьорнер, 2009. ISBN 978-954-92032-4-0